# Leptopoecile
Genre
Leptopoecile est un genre de passereaux de la famille des Aegithalidae. Il comprend deux espèces de mésanges.

## Répartition
Ce genre est endémique de la ceinture alpine orientale.

## Liste des espèces
Selon la classification de référence du Congrès ornithologique international (version 8.1, 2018) :
- Leptopoecile elegans Przewalski, 1887 — Mésange mitrée
- Leptopoecile sophiae Severtsov, 1873 — Mésange de Sophie